# Zoom Torino
Zoom Torino è un giardino zoologico gestito dall'omonima società per azioni che si ispira al moderno concetto della zoo-immersione; è situato a Cumiana, nella città metropolitana di Torino.
Il parco, che precedentemente era un parco per famiglie che ospitava alcuni animali, chiamato "Laghi Baite", è stato inaugurato nel 2009. Esso copre un'area di circa 160000 m², con ottantaquattro specie animali dislocate in undici habitat. Il progetto è di Gianluigi Casetta, che ha rilevato la zona dal padre.
È stato progettato per la protezione delle specie a rischio di estinzione e ospita animali provenienti da altre strutture zoologiche europee EAZA in mostra che riproducono gli habitat di origine delle specie, ovvero Asia e Africa.
Nel 2022, è stata inaugurata la fondazione omonima, che si occupa di sostenere la ricerca scientifica nel mondo animale.
Nel 2024, il parco pianifica l'acquisizione del Parco Natura Viva di Bussolengo.

## Sezioni del parco

### Africa centrale
Situata sotto la sezione Asia e dinanzi alla piscina Malawi beach, questa sezione è composta principalmente da un habitat aperto che replica le savane africane del Serengeti, con ricostruzioni di baobab e kopje. In quest'area vengono ospitate diverse specie di erbivori africani. Accanto alla sezione principale sono presenti delle sotto-aree più piccole usate per lo spostamento ed il mantenimento degli ospiti più grandi, come rinoceronti, zebre e ippopotami, tramite un sistema di cancelli e porte scorrevoli. La sezione adiacente dedicata ai rinoceronti bianchi aprì con l'arrivo di un rinoceronte bianco meridionale custodito al Parco faunistico Le Cornelle e trasferito a Zoom nel 2013 fino alla sua morte. Nell'aprile 2022, il parco ha accolto quattro potamoceri provenienti dallo zoo di Chorzow, Polonia. Nel 2023, il parco ha inaugurato la sua prima espansione all'area africana con la Rupe del Masai Mara, un habitat situato vicino alla savana africana che ospita un branco di tre leoni africani, due leonesse sorelle provenienti dalla Svezia di nome Iris e Inez e un maschio proveniente dalla Francia di nome Raican, per dare vita ad un nuovo gruppo riproduttivo. Il 26 luglio 2024 Zoom Torino accolse due femmine di giraffa, Vaiana e Raniha, provenienti dal Knies Kinderzoo di Rapperswill in Svizzera. Il 21 giugno 2025 Zoom Torino ha accolto Luis, un maschio di giraffa di Rothschild nato nel gennaio 2023 allo Zoo di Dvůr Králové nell’ambito dell'EEP– EAZA Ex-situ Program.
Una delle attrazioni più innovative di questa sezione è Hippo Underwater, inaugurata nel 2014. L'habitat ospita una famiglia di ippopotami. Nel 2024 Lisa, la femmina di ippopotamo è deceduta a causa della sua età di 36 anni.

### Asia
La sezione Asia è la seconda area più estesa del parco. Situata nel nord del parco, sopra la sezione Africa e la piscina Malawi Beach, questa sezione comprende l'Anfiteatro di Petra, e un pontile articolato su un lago artificiale. L'architettura di questa sezione riprende quella indiana, come evidenziato dal Tempio della tigre, che riprende la forma dei templi indiani. Questa sezione ospita diverse specie asiatiche, tra cui alcune tigri siberiane e una famiglia di siamanghi. Nella primavera del 2022 il parco ha accolto una femmina di panda rosso di nome Suki proveniente dal Biotropica Zoo, Francia, per formare una coppia con il maschio residente Haiku. Nel 2024 la coppia di panda rosso ha dato alla luce il loro primo cucciolo, un maschio di nome Tashi e sono nati anche 2 cuccioli di istrice indiano. 

### Baia dei pinguini
La Baia dei pinguini è una piccola sezione del parco, situata nei pressi della sezione Africa e limitrofa alla piscina Bolder Beach. Questa sezione comprende l'habitat di pinguini africani del parco. 

### Madagascar
La sezione Madagascar è la terza sezione più grande del parco e come si intuisce dal nome ospita diverse specie di lemuri. L'intera isola è sormontata da due baobab artificiali. Questa sezione ospita anche un'area per le tartarughe giganti d'Aldabra. L'isola è circondata da un lago artificiale che ospita una colonia di fenicotteri e pellicani. Il parco ospita anche Elwin, un lemure mangusta di 33 anni e unico ospitato in Italia arrivato a Zoom anni fa dal Parco Natura Viva insieme al suo amico Piggy, un lemure macaco che è venuto a mancare qualche settimana fa.

### Albero della vita
L'Albero della vita è una struttura di 4,5 metri d'altezza per un diametro di 10 metri, che funge da rettilario del parco. Situato nei pressi della sezione Madagascar, la struttura è stata inaugurata nella primavera del 2021, con l'obiettivo di ospitare diverse specie di rettili. La struttura mima l'Albero della vita del Disney's Animal Kingdom, con una struttura a forma di albero caduto nella cui corteccia sono scolpiti vari animali. La struttura è suddivisa in due terrari in cui sono ospitati il pitone birmano, iguane e tegu, seguita da un'altra area all'aperto con diverse aree e zone riscaldate, che ospita varani delle rocce, Armadilli a tre fasce  e i pesci pacu.

### Fattoria dei mondi
La Fattoria dei mondi ospita diversi animali domestici o d'allevamento. Questa sezione comprende anche l'habitat dei suricati situato accanto all'entrata del parco e un'area per i cani della prateria. Nel dicembre 2021 il parco accoglie due renne.

### Anfiteatro di Petra
L'Anfiteatro di Petra è una struttura ad anfiteatro rettangolare la cui struttura ricorda un tempio indiano abbandonato, posizionato all'interno della sezione Asia, in cui vengono fatti esibire spettacoli di falconeria.

### Oasi delle farfalle
Inaugurata nel 2024, è una serra tropicale di 300 m² dove passeggiare immersi e circondati da farfalle colorate, alla scoperta di uno degli animali più belli e affascinanti del Pianeta, tra tante attività ed esperienze interattive. Sono ospitati anche insetti stecco e due camaleonti pantere di nome Pascal e Rabbia. Nel 2025 sono arrivati due bradipi didattili di nome Sid, un maschio di 9 anni e una femmina di 3 anni di nome Brooke provenienti dal Parco natura viva e il 17 aprile è nato il loro primo cucciolo di nome Slow.

## Galleria d'immagini

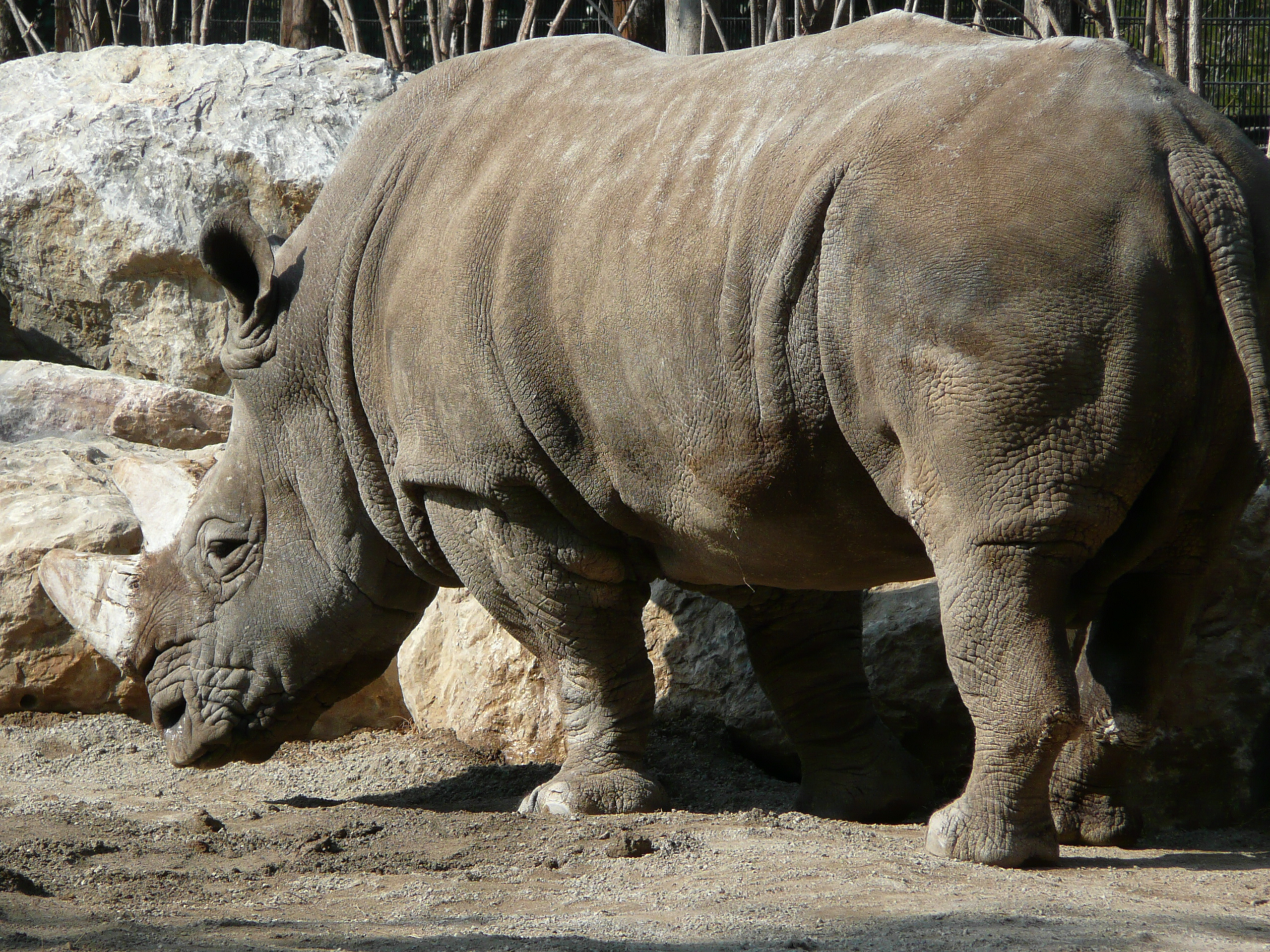
Il rinoceronte bianco meridionale Freddy, custodito al Parco faunistico Le Cornelle e trasferito a Zoom nel 2013
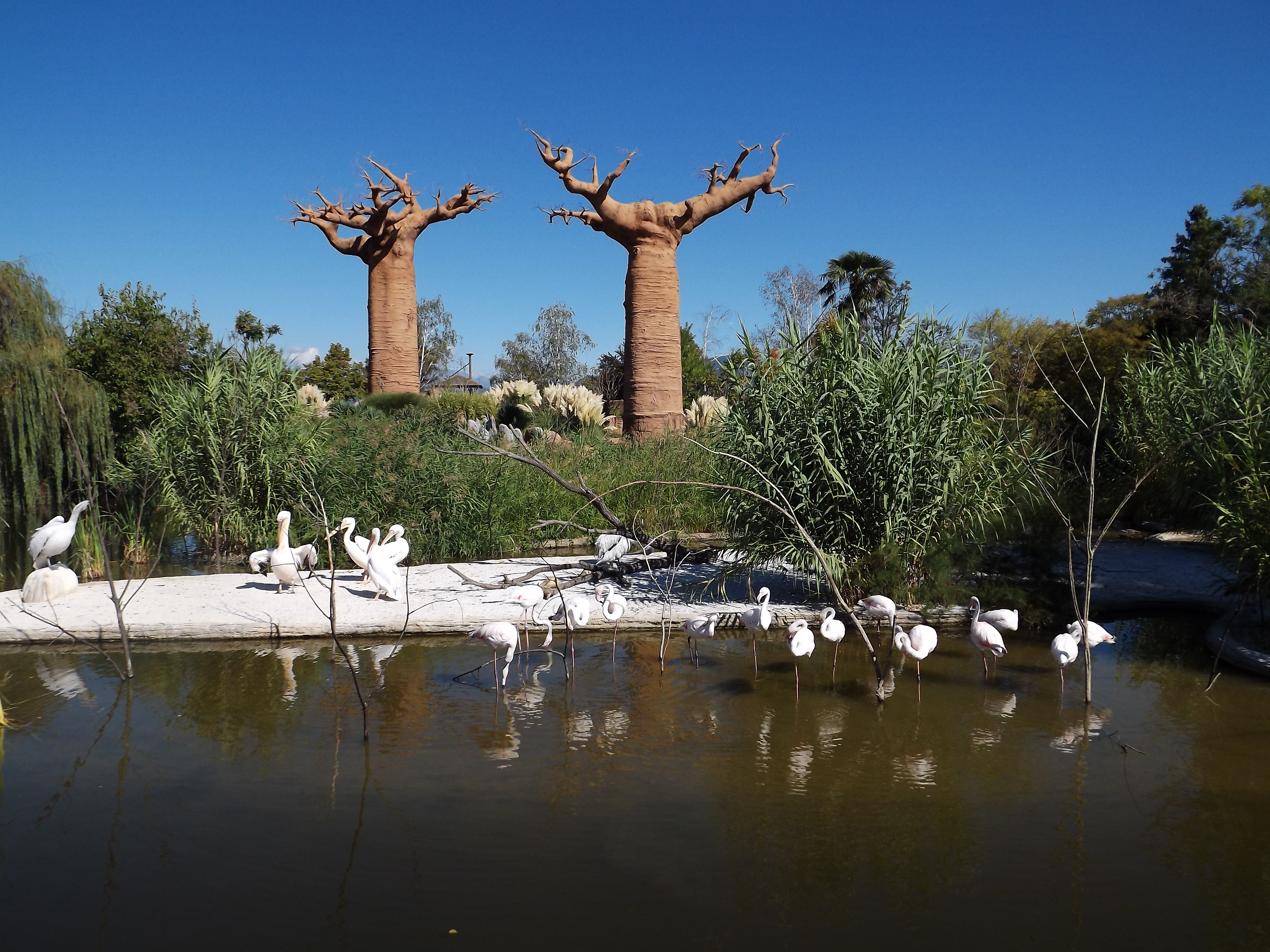
L'isola di Madagascar con i suoi caratteristici baobab
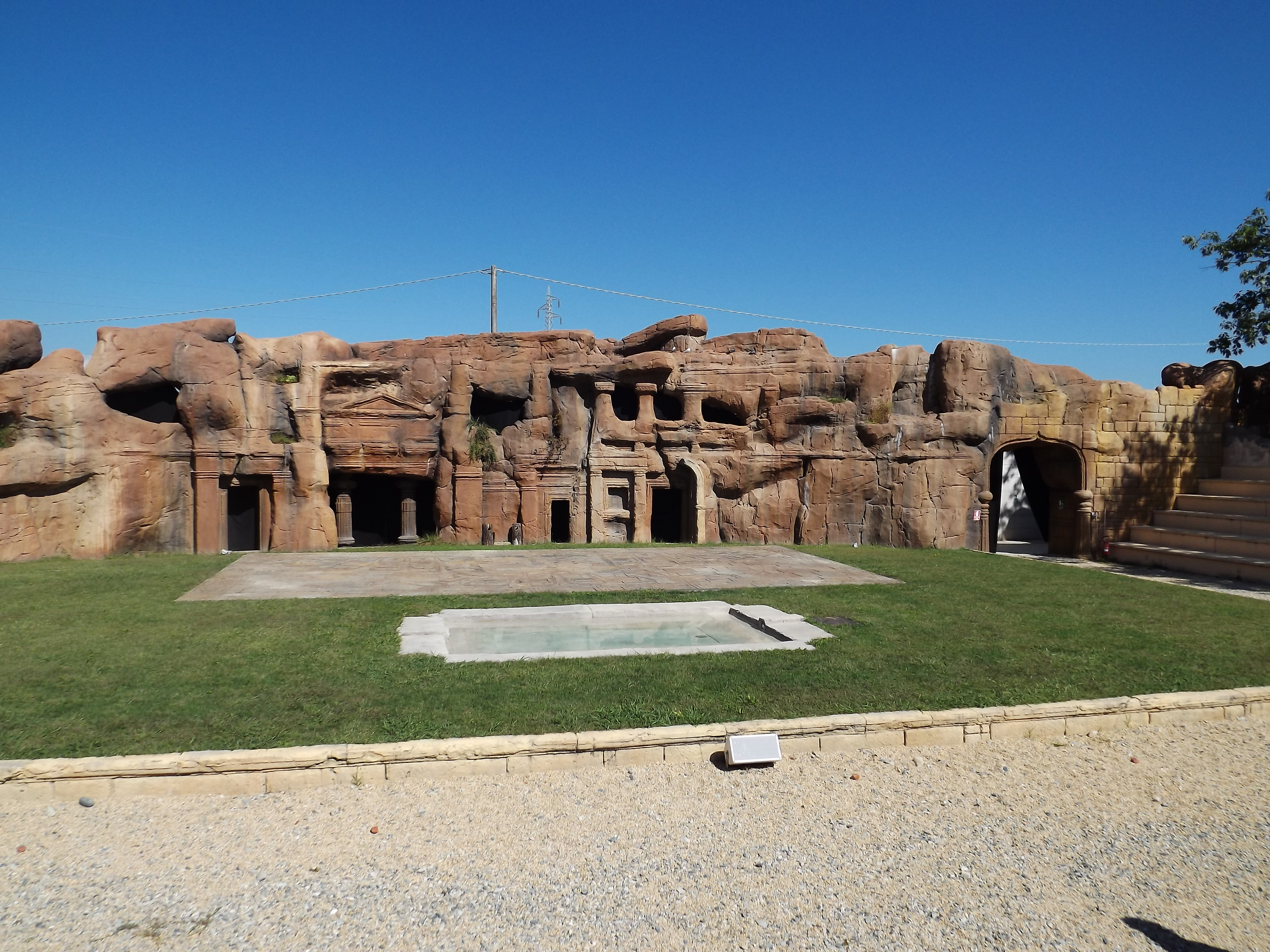
L'anfiteatro di Petra, dove vengono fatti volare i rapaci durante gli spettacoli per i visitatori
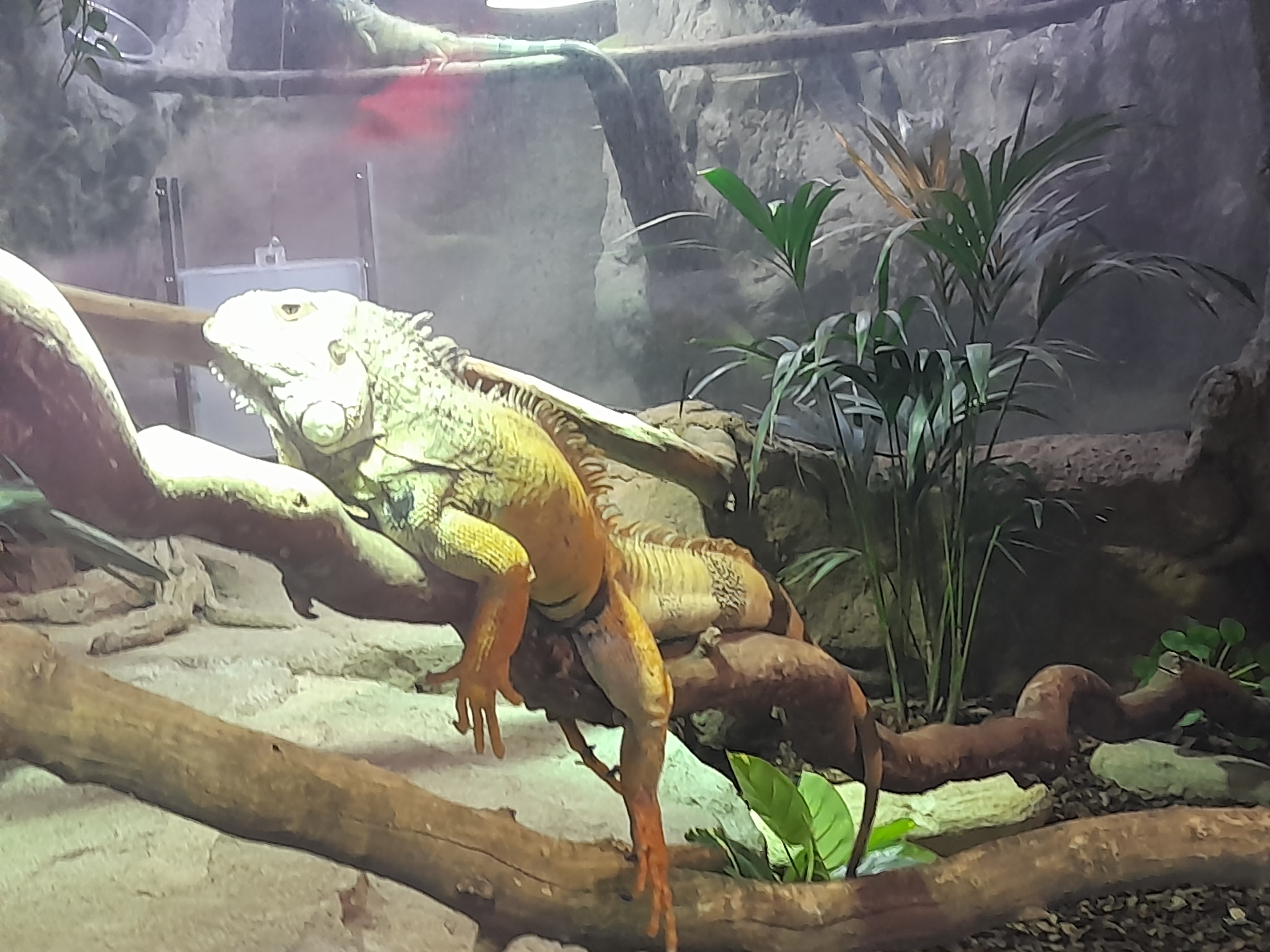
Un'iguana verde all'interno dell'Albero della vita